# Hofgruppe Hirbe

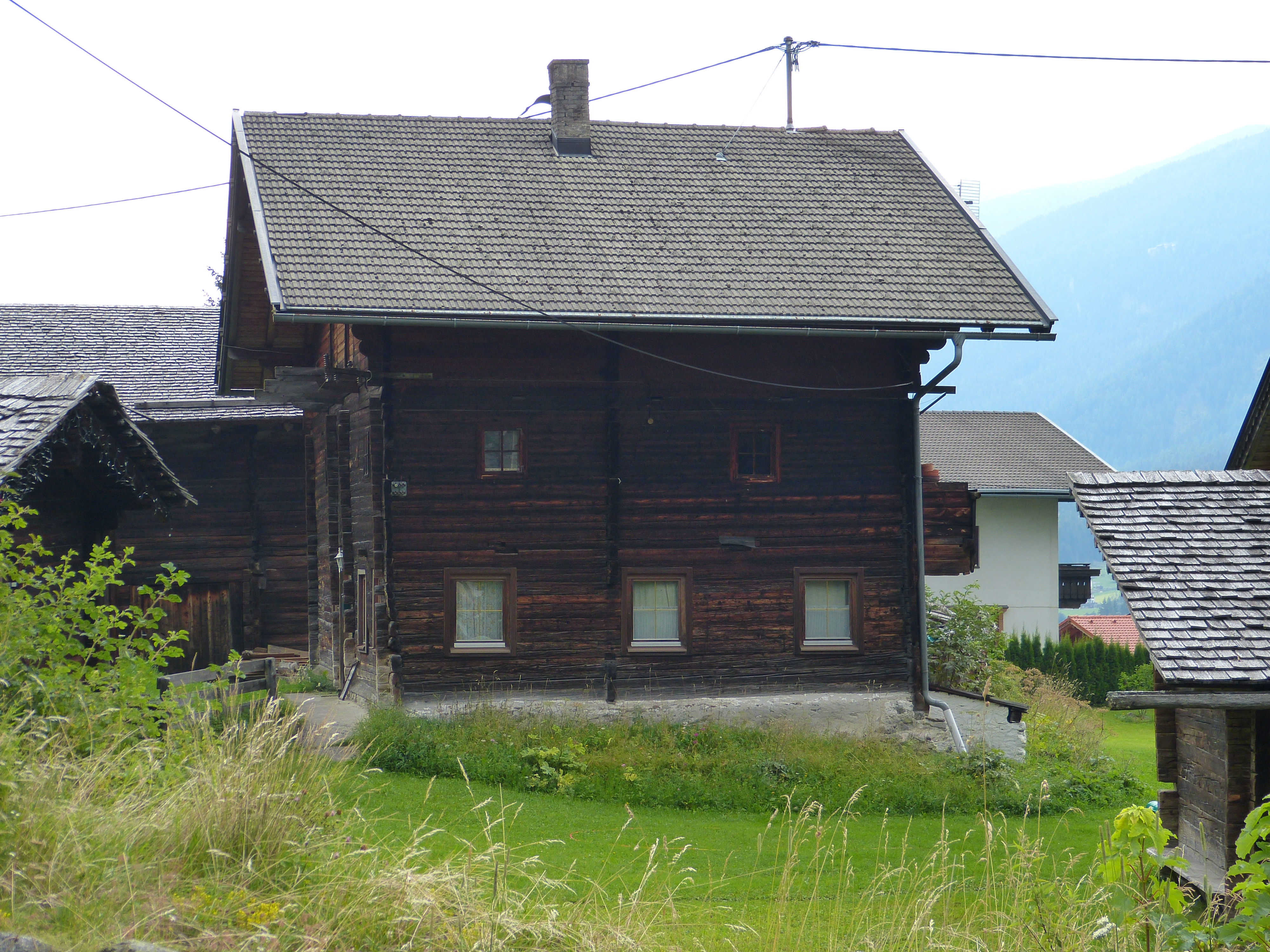
Bauernhof Ensemble Hirbe (2015)

Die Hofgruppe Hirbe ist ein denkmalgeschütztes, bäuerliches Ensemble in der Ortschaft Hirbe der Fraktion Innerrotte in der Gemeinde St. Jakob in Defereggen, Bezirk Lienz.

## Lage
Die denkmalgeschützte Hofgruppe liegt im Zentrum der Ortschaft Hirbe östlich des Trojer Almbachs. Sie ist besteht aus sechs Gebäuden, davon zwei Wohngebäuden, zwei Wirtschaftsgebäuden, Kornkasten und Wagenschupfen sowie einer Dachharpfe und einer Lesesteinmauer die die Hofgruppe nach Norden von Hochwasser abschirmt. Die Hofgruppe ist auf allen vier Seiten von Straßen umgeben. 

## Paarhof Stefflis / Mitter-Hirben
Im Zentrum der Hofgruppe befindet sich denkmalgeschützte Wohngebäude des Paarhofes Stefflis (Innerrotte 14), das über rechteckigem Grundriss auf Bruchsteinfundament errichtet wurde. Das zweigeschoßige Haus besitzt einen giebelseitig erschlossenen Mittelflurgrundriss mit darüberliegendem Blockbau, der weitgehend aus dem 16./17. Jahrhundert erhalten geblieben ist. Eine Umgestaltung fand lediglich um 1970 durch Aufstockung des Satteldaches sowie dem Einbau neuer Fenster und Türen statt. Neben dem Wohnhaus befindet sich der denkmalgeschützte, eingeschoßige Kornkasten des Stefflis-Hofes, der aus dem 17. Jahrhundert stammt. Der Kornkasten besteht aus einem Kantblockbau mir brettergedecktem Blockpfettendach, vorgelagerter Bretterbühne und wuchtiger Postenstocktür. Anschließend an den Kornkasten steht nordwestlich das ebenfalls denkmalgeschützte Wirtschaftsgebäude des Hofes Stefflis. Dieses ist jüngeren Datums und wurde im 19. Jahrhundert in Mischbauweise errichtet. Während der Stall gemauert wurde, ist die darüberliegende Tenne als Bundwerkstadel gezimmert worden. Das Satteldach überragt talseitig eine Bretterbühne mit Trockengestänge. Nördlich des Wohngebäudes befindet sich zudem eine denkmalgeschützte Wagenschupfen mit südseitigem Einfahrtstor. Der eingeschoßige Bau in kombinierter Holzbauweise wurde vermutlich in der ersten Hälfte des 20. Jahrhunderts errichtet und wurden von den umliegenden Höfen genutzt.

## Knappenhaus
Das Knappenhaus Pusterer/Chrustn ist denkmalgeschützte Haus aus der ersten Hälfte des 17. Jahrhunderts. Es diente ursprünglich als Unterkunft der Bergleute und war von 1667 bis 1672 Wohnsitz des Handelsverwesers Melchior Tausch. Das zweigeschoßige, geteilte Wohnhaus besteht aus steingemauertem Unterbau mit in Blockbau gezimmerten Obergeschoß unter Blockpfettendach. Das mit nur wenigen Umbauten erhaltene Haus besitzt an der östlichen Gebäudehälfte (Innerrotte 15a, Pusterer) umlaufende Obergeschoßsöller und im Inneren eine barocke Täfelung. Der westliche Gebäudeteil (Innerrotte 15b, Chrustn) verfügt über eine Stube aus dem 19. Jahrhundert.
Am östlichen Rand der Hofgruppe steht ein denkmalgeschütztes Wirtschaftsgebäude aus dem 17. Jahrhundert, das ursprünglich zum Knappenhaus gehörte, später jedoch entlang der Firstlinie materiell geteilt wurde. Das Gebäude besteht aus einem Stall mit vom Hang aus befahrbarer Tenne. Das Gebäude wurde als kombinierter Block- und Ständerbohlenbau unter schindelgedecktem Blockpfettendach ausgeführt und diente den Höfen Innerrotte 15a bzw. 20 als Wirtschaftsgebäude.